# Mionica (Kosjerić)
Mionica (Servisch cyrillisch Мионица) is een plaats in de Servische gemeente Kosjerić. De plaats telt 184 inwoners (2002).